# Guglielmo Tell (opera)
Guglielmo Tell (Guillaume Tell nella versione originale francese) è l'ultima opera composta da Gioachino Rossini che, in seguito, si dedicherà solo alla musica da camera, a divertissement che chiamerà Péchés de vieillesse, alla musica sacra o a composizioni musicali non destinate al teatro.
Il libretto fu tratto dal dramma omonimo (1804) di Friedrich Schiller ed elaborato da Étienne de Jouy e Hippolyte Bis.
La prima rappresentazione ebbe luogo al teatro dell'Opéra di Parigi il 3 agosto 1829 con Adolphe Nourrit e Nicolas Levasseur, la seconda versione il 17 aprile 1831 all'Opéra, mentre la prima italiana avvenne al Teatro del Giglio di Lucca il 17 settembre 1831 con Gilbert Duprez e Domenico Cosselli, nella traduzione italiana di Calisto Bassi ed al Teatro San Carlo di Napoli nella seconda versione il 7 aprile 1833 con Luigi Lablache e Michele Benedetti (basso).
Così Rossini narrava della nascita della sua ultima opera: 
(Gioacchino Rossini )
Il Guglielmo Tell è un lavoro di proporzioni imponenti. Nell'edizione filologica, senza tagli, eseguita in occasione del Rossini Opera Festival del 1995 la sua durata si estendeva a circa cinque ore e mezza, intervalli compresi. In quattro atti, con azioni coreografiche, momenti di danza e scene spettacolari, rappresenta di fatto l'atto di nascita del genere tipicamente francese del Grand Opéra.
Il filo conduttore della complessa trama è costituito dal processo di liberazione del popolo svizzero dalla dominazione austriaca. Figura principale è il leggendario Guglielmo Tell, che guiderà il suo popolo verso la libertà. Per rendere meglio il senso della natura e introdurre elementi caratteristici dell'ambientazione svizzera, Rossini utilizzò dei Ranz de vaches (richiami dei pastori).
L'opera è famosa anche per l'ouverture che sintetizza tutta la vicenda, articolata in quattro movimenti: il dialogo cameristico tra violoncelli solisti; lo scatenarsi della tempesta; l'"andante pastorale" con la melodia del corno inglese contrappuntata dal flauto; la fanfara aperta dalle trombe e sviluppata da tutta l'orchestra in un finale trascinante.

## Cast della prima assoluta
3 agosto 1829; Teatro dell'Opéra di Parigi.
| Ruolo           | Registro vocale     | Interpreti                  |
| --------------- | ------------------- | --------------------------- |
| Guglielmo Tell  | baritono            | Henri-Bernard Dabadie       |
| Arnold Melchtal | tenore              | Adolphe Nourrit             |
| Walter Fürst    | basso               | Nicolas Levasseur           |
| Melchtal        | basso               | Monsieur Bonel              |
| Jemmy           | soprano en travesti | Louise-Zulme Dabadie        |
| Gessler         | basso               | Alexandre Prévost           |
| Rodolphe        | tenore              | Jean-Étienne-Auguste Massol |
| Ruodi           | tenore              | Alexis Dupont               |
| Leuthold        | basso               | Ferdinand Prévôt            |
| Mathilde        | soprano             | Laure Cinti-Damoreau        |
| Hedwige         | mezzosoprano        | Madame Mori                 |

## Trama

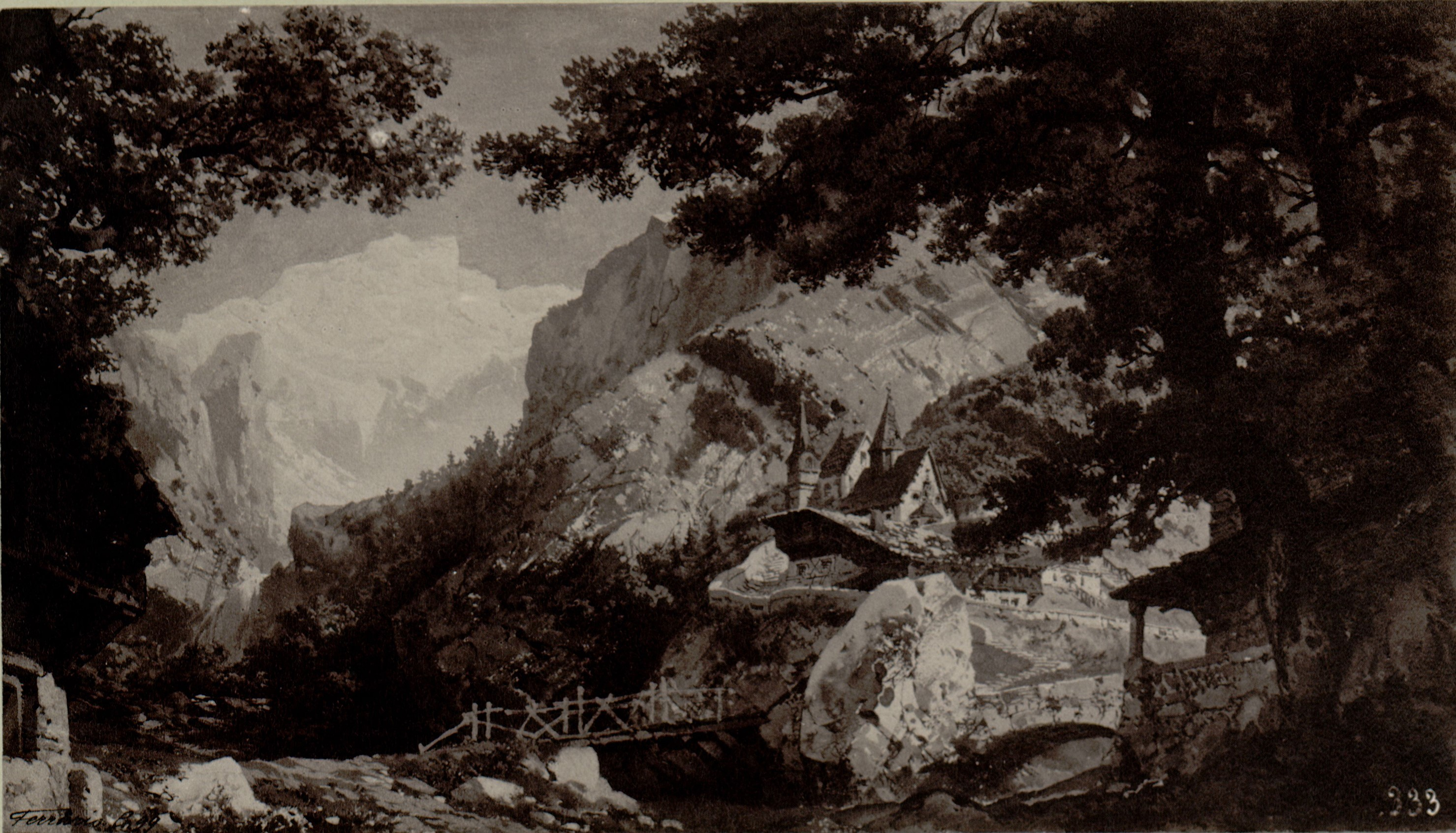
Una specie di villaggio in mezzo alla montagna, bozzetto per Guglielmo Tell atto 1 scena 1 (1899).

### Atto 1
Sulle rive del lago di Lucerna, a Bürglen, nel cantone di Uri.
La vicenda si svolge nel giorno della “Festa dei pastori”, a maggio.
Il sipario si apre su una scena idilliaca, dove tutti i paesani intonano un canto per festeggiare le nozze di tre coppie (Quel jour serein le ciel présage). Anche il pescatore Ruodi, accompagnato dall'arpa, dalla sua barca canta una canzone d'amore. Lontano dall'allegria generale vi è Guglielmo Tell, che, consumato dall'oppressione straniera, esterna tutto il suo dolore per la schiavitù sua e del suo popolo (Il chante, et l'Helvétie pleure sa liberté). Sua moglie e suo figlio aggiungono la loro interpretazione alla canzone di Ruodi, presagendo il dramma nautico che concluderà poi l'opera.
Tutto viene interrotto da corni che risuonano in lontananza, sono il segnale dell'arrivo di Arnold e di suo padre Melchtal, un rispettato saggio del cantone. Edwige, la moglie di Guglielmo, lo convince a benedire gli sposi.
Tutti, tranne Arnold che è in disparte malinconico, cantano in coro un inno all'amore (Célebrons tous en ce beau jour, le travail, l'hymen et l'amour). Guglielmo invita Melchtal in casa propria, ma, prima di ritirarsi, quest'ultimo rimprovera il proprio figlio per l'incapacità di trovare anch'egli una sposa.
Il rimprovero del padre provoca in Arnold uno sfogo di disperazione, dove dichiara tutto il suo amore per Mathilde, una principessa asburgica a cui aveva precedentemente salvato la vita da una valanga. Una fanfara di corni prelude all'arrivo del balivo Gessler e del suo seguito, fra cui vi è anche Mathilde.
Arnold la vuole raggiungere ma è fermato da Guglielmo, che, una volta indagato sul suo intento, lo convince ad unirsi alla ribellione contro il governatore. Segue un duetto dove Arnold è combattuto fra l'amore per Mathilde e per la Patria (Ah! Mathilde, idole de mon âme!...Ô ma patrie, mon cœur te sacrifie...).
Arnold è infine pronto ad affrontare Gessler, ma è persuaso dall'amico che gli consiglia di “non unire al piacere il dolor” e di aspettare la fine dei festeggiamenti.
Il paese è riunito, e Melchtal benedice le tre coppie di sposi. Il suono di corni allude ancora una volta all'arrivo degli occupanti, e Arnold, sempre desideroso di vedere la sua amata, cerca di raggiungerla. Guglielmo lo segue. La benedizione è seguita da canti, balli e da un torneo di tiro con l'arco, dove guadagna la vittoria il giovane Tell, Jemmy.
È proprio lui ad accorgersi dell'arrivo del tremante e ferito pastore Leuthold, che, dopo aver ucciso uno dei soldati di Gessler per difendere sua figlia, è in fuga dalle forze del governatore. Egli vuole fuggire sulla riva opposta di un torrente, ma il vile Ruodi si rifiuta di portarlo nella sua barca, temendo che la corrente e le rocce rendano mortale il viaggio. Guglielmo ritorna dalla sua vana ricerca e si offre di aiutare il pastore. I due salpano appena in tempo, infatti, subito dopo sopraggiungono le guardie capitanate da Rodolphe, che, irritato dalle preghiere degli abitanti e dalla loro gioia evidente per la riuscita fuga, minaccia di uccidere chiunque non riveli il nome del nocchiere. Melchthal esorta tutti a tacere in quanto “questo suolo non è suol di delator” e viene fatto prigioniero dalle guardie. Il capitano fa distruggere e incendiare il villaggio (Que du ravage, que du pillage sur ce rivage pèse l'horreur!), ma tutti confidano nelle abilità di tiro di Guglielmo, sperando in un suo salvataggio.

### Atto 2
Sulle alture del Rütli, con vista sul lago, al calar della sera.

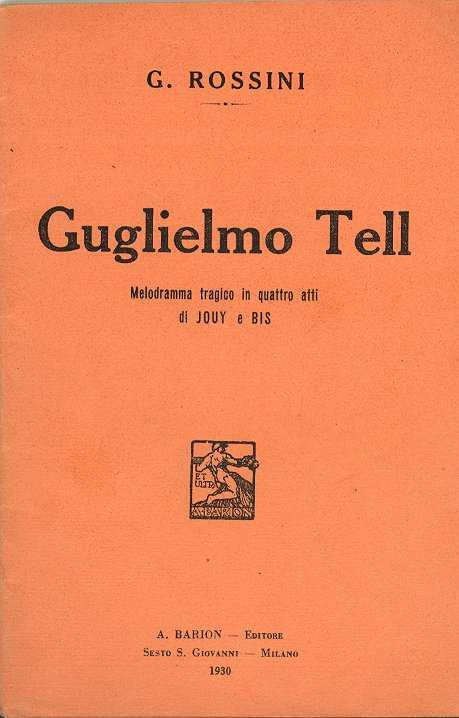
Libretto edizioni Barion

Un gruppo di uomini rientra da una battuta di caccia, e cantando in coro, celebra le bellezze della foresta. Giunta la sera, il suono della campana del villaggio li esorta alla partenza verso casa. In lontananza si odono dei corni, segnale della presenza straniera. Mathilde, sola, è angosciata a causa dell'amore che prova per il suo salvatore, e, accortasi della presenza dell'amato, lo cerca nella speranza di potergli rivelare i propri sentimenti (Sombre forêt, désert triste et sauvage). Arnold appare, e ciascuno confessa all'altro il desiderio di questo incontro. Nel loro duetto (Oui, vous l'arrachez à mon âme) riconoscono la loro passione reciproca, ma anche gli ostacoli che dovranno affrontare per poter coronare il loro sogno d'amore. All'avvicinarsi di Guglielmo e Walter, gli amanti si separano promettendosi di rivedersi il giorno seguente. I due arrivati mettono in dubbio la fedeltà di Arnold e tentano di convincerlo ad abbandonare Mathilde in quanto “ha nelle vene un abborrito sangue”. Egli non intende rinunciare al suo amore, ma una volta saputo da Walter che “estinto un vecchio Gessler facea”, intuisce che si tratta di suo padre Melchtal. Straziato dal dolore si augura la morte, ma i suoi due compagni lo convincono invece a non vanificare il sacrificio del genitore: “[il padre] chiede vendetta e non dolor”. Arnold giura di vendicarsi. (Qu'entends-je? ô crime!).
Mentre i tre uomini affermano la loro dedizione alla causa, "O libertade o morte”, si odono dei rumori provenire da un vicino bosco; sono gli uomini di Untervaldo, pronti per unirsi alla lotta (Nous avons su braver). Subito dopo giungono anche i ribelli di Svitto (En ces temps de malheurs) e quelli di Uri (Guillaume, tu le vois). Il raduno è completo, e gli insorti dei tre cantoni affermano la loro volontà di combattere o morire per la libertà della Svizzera (Jurons, jurons par nos dangers). Sorge l'alba e tutti corrono ad armarsi per la battaglia del giorno seguente.

### Atto 3
In una cappella in rovina nelle vicinanze del palazzo di Altdorf.
Giunge Arnold e annuncia a Mathilde che, invece di partire per la battaglia, resterà per vendicare il padre, rinunciando in tal modo sia alla gloria che a lei. Le dice inoltre che il mandante del parricidio è Gessler.
Mathilde disperata, denuncia il crimine e riconosce l'impossibilità del loro amore (Pour notre amour, plus d'espérance).
Si ode un corno, è Gessler che si desta e che sta per arrivare, in quanto sono finiti i preparativi per una festa da lui fatta preparare. L'amata implora Arnold di scappare e i due si separano in uno struggente addio (Sur la rive étrangère).
Nella piazza principale di Altdorf.
La festa che sta per iniziare è stata indetta per celebrare il centenario della dominazione austriaca in Svizzera. I soldati cantano le glorie e la potenza del loro governatore. Egli pone poi il suo cappello in cima ad un palo e tutti sono costretti a rendere omaggio al copricapo. Gessler comanda poi a tutti di ballare e cantare per festeggiare il secolo durante il quale l'impero “degna un appoggio accordar col suo potere alla fralezza vostra”. Segue quindi un lungo balletto. I soldati notano Guglielmo e suo figlio in mezzo alla folla, che, rifiutatisi di inchinarsi, vengono trascinati al cospetto del signore. Rodolphe lo riconosce come l'uomo che ha permesso la fuga di Leuthold, e Gessler ne ordina l'arresto. I soldati intanto esultano per la cattura di un così famigerato tiratore (C'est là cet archer redoutable). Il genitore sollecita Jemmy a correre dalla madre per comunicarle di accendere la fiamma che servirà da avviso per i tre cantoni, segnale dell'imminente battaglia. Il figlio parte ma è braccato da due guardie che ne impediscono la fuga. Il colloquio dei due famigliari infiamma l'animo del signore, che escogita l'ardua prova dell'arciere: dovrà colpire con un dardo una mela posta sul capo del figlio. Se egli si rifiuterà, entrambi morranno. Tutti sono inorriditi da tanta crudeltà, ma il piccolo Tell fa coraggio al padre e lo esorta a compiere il proprio dovere. Rincuorato e rinvigorito dalla tranquillità dell'infante, Guglielmo recupera l'arco e due frecce: una per il pomo, l'altra, nascosta, la terrà in serbo per il tiranno in caso di errore fatale. Prima di accingersi al tiro canta una struggente aria, accompagnata dal violoncello, dove supplica il figlio di restare immobile (Sois immobile). L'arciere scaglia il proprio dardo e colpisce il bersaglio senza ferire il fanciullo. Tutti acclamano la vittoria, ma Gessler si accorge della seconda freccia e ordina che vengano comunque giustiziati entrambi.
Entra Mathilde e pretende che Jemmy sia affidato a lei in nome del sovrano, rifiutandosi di veder morire un bambino (Vous ne l'obtiendrez pas). Gessler cede e le consegna l'infante. Annuncia poi la sua intenzione di voler attraversare il lago dei Quattro Cantoni per raggiungere il forte di Küssnacht. Rodolphe esprime preoccupazione per il tentativo di attraversare il lago in tempesta, ma il signore, deridendo il prigioniero, ne ricorda le eccezionali doti di nocchiero. Rivela poi la punizione di Guglielmo: sarà abbandonato nel lago in balia dei rettili.
L'atto si chiude con due cori contrastanti: "Anatema a Gessler" dal popolo, e "evviva, evviva Gessler" dai soldati.

### Atto 4
All'Interno dell'abitazione di Melchtal.
Arriva Arnold, che consapevole dell'arresto dell'amico, è dubbioso sullo sviluppo della rivolta. Ripensando al genitore però, rifocilla la sua sete di vendetta (Ne m'abandonne point, espoir de la vengeance... Asile héréditaire...). Arrivano gli aspiranti confederati, che condividono e rafforzano la sua speranza di rivincita. Rianimato, Arnold indica loro il deposito di armi preparato in precedenza dal padre e da Guglielmo, e vedendo gli uomini pronti alla battaglia, esterna il suo furore (Amis, amis, secondez ma vengeance) mentre tutti si lanciano all'assalto di Altdorf.
Sulla riva rocciosa del Lago dei Quattro Cantoni.
Hedwige vaga in riva al lago, sconvolta. Racconta alle altre donne che intende implorare Gessler per la vita del marito. In lontananza sente la voce di Jemmy. Suo figlio arriva insieme a Mathilde; la madre la supplica di aiutarla a convincere il tiranno (Je rends a votre amour un fils digne de vous). Il bambino racconta che il genitore non è più ad Altdorf, ma sul lago. Hedwige si dispera vedendo la tempesta infuriare e piange il coniuge che crede sicuramente morto (Sauve Guillaume! Il meurt victime de son amour pour son pays). Giunge Leuthold, il quale comunica agli abitanti del villaggio che la barca trasportante Tell, Gessler e i soldati è in rotta verso gli scogli; egli ritiene tuttavia che le catene siano state rimosse dalle mani del prigioniero e che sia lui a guidare la barca verso riva.
Una volta approdato, Guglielmo abbraccia il figlio e si meraviglia alla vista, in lontananza, della sua casa in fiamme. Jemmy si giustifica dicendo che per mancanza di un faro le ha appiccato fuoco, ma che, prima di farlo, ha recuperato il suo arco e le sue frecce. Gessler e i soldati scendono dall'imbarcazione e intendono catturare di nuovo Tell, ma quest'ultimo, impugnata la sua temibile arma, trafigge il tiranno con un dardo e grida "la Svizzera respiri!".
Arriva un gruppo di ribelli guidati da Walter, che, avendo visto il segnale, si è precipitato in battaglia. Guglielmo li informa della morte dell'oppressore, ma dice anche che la vittoria non sarà completa finché Altdorf non verrà conquistata. Proprio in quell'istante giunge Arnold alla testa di un manipolo di soldati; egli comunica a tutti la buona novella: la città nemica è caduta.
Gli arabeschi dell'arpa aprono la scena conclusiva dell'opera: le nuvole svaniscono e il sole ritorna a splendere, comunicando la partecipazione dell'intero creato ai festeggiamenti per la sconfitta dell'invasore. Infine, tutti cantano un inno alla magnificenza della natura (Tout change et grandit en ces lieux... Liberté, redescends des cieux).

## Numeri musicali
- Ouverture

### Atto 1
- 1 Introduzione Quel jour serein (Coro, Pescatore, Guglielmo, Edvige, Jemmy, Arnoldo, Melchtal)
- 2 Recitativo e duetto Où vas-tu? quel transport t’agite? (Guglielmo, Arnoldo)
- 3 Marcia, recitativo e coro Ciel, qui du monde est la parure, (Coro, Melchtal, Arnoldo, Guglielmo, Edvige, Jemmy, Pescatore)
- 4 Coro "danzato" Hyménée, ta journée
- 5 Ballabile - Passo a sei
- 6 Ripresa del coro Gloire, honneur au fils de Tell!
- 7 Finale primo atto Dieu de bonté (Coro, Rodolfo, Jemmy, Edvige, Melchtal, Pescatore)

### Atto 2
- 8 Coro Quelle sauvage harmonie (Un cacciatore)
- 9 Recitativo e romanza Sombre forêt (Matilde)
- 10 Duetto Oui, vous l’arrachez à mon âme (Matilde, Arnoldo)
- 11 Terzetto Quand l’Helvétie est un champ de supplice (Guglielmo, Arnoldo, Gualtiero)
- 12 Finale secondo atto Amis de la patrie! (Coro, Guglielmo, Gualtiero, Arnoldo)

### Atto 3
- 13 Scena e aria Pour notre amour plus d’espérance (Matilde)
- 14 Marcia e coro Gloire au pouvoir suprême! (Gessler)
- 15 Coro "danzato" Toi que l’oiseau
- 16 Ballabile - Passo dei soldati
- 17 Quartetto C’est là cet archer redoutable (Gessler, Rodolfo, Guglielmo, Jemmy)
- 18 Finale terzo atto Qu’ai-je appris? Sacrifice affreux! (Guglielmo, Gessler, Jemmy, Coro, Rodolfo, Matilde)

### Atto 4
- 19 Recitativo e aria Asile héréditaire (Arnoldo, Coro)
- 20 Recitativo e terzetto Je rends à votre amour  (Matilde, Edvige, Jemmy)
- 21 Finale quarto atto Quoi! Dans nos maux (Edvige, Matilde, Jemmy, Coro, Leutoldo, Guglielmo, Gessler, Gualtiero, Arnoldo)

## Organico orchestrale
- 2 flauti, ottavino, 2 oboi, corno inglese, 2 clarinetti, 2 fagotti
- 4 corni, 2 trombe, 3 tromboni
- timpani, grancassa, piatti, triangolo
- 2 arpe
- archi

## Discografia
| Anno               | Cast (Guglielmo/Gullaume, Arnoldo/Arnold, Matilde/Mathilde, Jemmy, Gualtiero/Walter, Edvige/Hedwige)      | Direttore          | Etichetta   |
| ------------------ | --- | ------------------ | ----------- |
| 1952 (in italiano) | Giuseppe Taddei, Mario Filippeschi, Rosanna Carteri, Graziella Sciutti, Giorgio Tozzi, Mitì Truccato Pace | Mario Rossi        | Fonit Cetra |
| 1965 (in italiano) | Giangiacomo Guelfi, Gianni Raimondi, Leyla Gencer, Leyla Bersiani, Paolo Washington, Anna Maria Rota      | Fernando Previtali | G. O. P.    |
| 1973 (in francese) | Gabriel Bacquier, Nicolai Gedda, Montserrat Caballé, Mady Mesplé, Kolos Kovács, Jocelyn Taillon           | Lamberto Gardelli  | EMI         |
| 1979 (in italiano) | Sherrill Milnes, Luciano Pavarotti, Mirella Freni, Della Jones, Nicolai Ghiaurov, Elizabeth Connell       | Riccardo Chailly   | Decca       |
| 1988 (in italiano) | Giorgio Zancanaro, Chris Merritt, Cheryl Studer, Amelia Felle, Giorgio Surjan, Luciana D'Intino           | Riccardo Muti      | Philips     |
| 1998 (in francese) | Thomas Hampson, Giuseppe Sabbatini, Nancy Gustafson, Dawn Kotoski, Wojtek Smilek, Michaela Ungureanu      | Fabio Luisi        | Orfeo       |
| 2010 (in francese) | Gerald Finley, John Osborn, Malin Byström, Elena Xanthoudakis, Matthew Rose, Marie-Nicole Lemieux         | Antonio Pappano    | EMI         |

## Videografia
| Anno               | Cast (Guglielmo/Gullaume, Arnoldo/Arnold, Matilde/Mathilde, Jemmy, Gualtiero/Walter, Edvige/Hedwige) | Direttore        | Etichetta |
| ------------------ | --- | ---------------- | --------- |
| 1988 (in italiano) | Giorgio Zancanaro, Chris Merritt, Cheryl Studer, Amelia Felle, Giorgio Surjan, Luciana D'Intino      | Riccardo Muti    | Philips   |
| 2013 (in francese) | Nicola Alaimo, Juan Diego Flórez, Marina Rebeka, Amanda Forsythe, Simón Orfila, Veronica Simeoni     | Michele Mariotti | Decca     |

## Altri media
- Dal 1954 al 1986, la parte orchestrale del finale di Guglielmo Tell è stata la sigla di apertura[2] delle trasmissioni televisive della RAI.[3]
- Il segnale acustico degli autopostali svizzeri richiama le prime note del Guglielmo Tell.[4]
- Nel 1964 i Meteors ne realizzarono una versione beat con il loro personale arrangiamento.[5]
- La parte finale (in versione sintetizzata su Moog) e la parte iniziale dell'ouverture dell'opera (nella versione orchestrale) sono state utilizzate nella colonna sonora del film Arancia meccanica di Stanley Kubrick[6]
- L'ouverture dell'opera apre la serie TV Il cavaliere solitario ed è stata rielaborata da Hans Zimmer per le scene finali del film omonimo[7]